# Pixel 9 Pro Fold
Pixel 9 Pro Fold — складной смартфон на базе Android, разработанный и продаваемый компанией Google как часть линейки продуктов Google Pixel. Он является преемником Pixel Fold первого поколения. Официальный анонс состоялся 13 августа 2024 года на ежегодном мероприятии Made by Google, а выпуск в США состоялся 4 сентября 2024 года.

## История
В октябре 2023 года издание 9to5Google сообщило о разработке второго складного смартфона на базе Android под кодовым названием «Comet», что произошло после выпуска Pixel Fold первого поколения годом ранее.
После предварительного просмотра телефона в июле 2024 года Google официально анонсировала его 13 августа вместе с другими продуктами, такими как Pixel 9, Pixel 9 Pro, Pixel 9 Pro XL и Pixel Watch 3. Выпуск Pixel 9 Pro Fold состоялся 4 сентября .

## Технические характеристики

### Дизайн
Google Pixel 9 Pro Fold — это складной смартфон с гибким дисплеем, который позволяет складывать телефон до размера обычного устройства или разворачивать его до размера планшета. Он отличается обновленным внешним видом и более высоким и тонким дисплеем по сравнению с предыдущим поколением Pixel Fold. В закрытом состоянии он на 1,5 миллиметра тоньше, а в открытом — на 0,7 миллиметра тоньше своего предшественника.

Pixel 9 Pro Fold доступен в двух цветах: Porcelain (экрю или кремовый) и Obsidian (темный угольно-серый).
| Pixel 9 Pro Fold |                  |              |                |                  |              |
|                  |                  |              |                |                  |              |
| Передняя часть   | Внутренний экран | Задняя часть | Передняя часть | Внутренний экран | Задняя часть |
| Фарфор           | Фарфор           | Фарфор       | Обсидиан       | Обсидиан         | Обсидиан     |

### Аппаратное обеспечение
Смартфон использует OLED-дисплеи как на внешнем, так и на внутреннем экране. Внешний дисплей имеет размер 6,3 дюйма (16 см), а внутренний — 8 дюймов (20,32 см).
Устройство оснащено тремя задними камерами:
- Широкоугольная камера Quad PD с разрешением 48 МП, диафрагмой ƒ/1.7 и полем зрения 82°.
- Сверхширокоугольная камера с автофокусом Dual PD на 10,5 МП, диафрагмой ƒ/2.2 и полем зрения 127°.
- Телеобъектив с двумя PD-объективами на 10,8 МП, диафрагмой ƒ/3.1 и углом обзора 23°, обеспечивающий оптический зум до 5x и Super Res Zoom до 20x[9][10][11].

Фронтальная камера Dual PD имеет разрешение 10 МП с диафрагмой ƒ/2.2 и углом обзора 87°. Характеристики фронтальных камер одинаковы как в сложенном, так и в разложенном состоянии телефона.
Pixel 9 Pro Fold работает на базе четвертого поколения чипов серии Tensor от Google (продается как «Google Tensor G4») и сопроцессора безопасности Titan M2. Устройство также оснащено новым модемом Samsung Exynos Modem 5400 для улучшенного качества звонков и возможности подключения к экстренным службам через спутник.
Смартфон поставляется с 16 ГБ оперативной памяти и предлагает выбор между 256 ГБ (от 1799) или 512 ГБ (от 1919) встроенной памяти. Аккумулятор емкостью 4650 мАч обеспечивает до 11 часов и 54 минут экранного времени, поддерживает быструю зарядку мощностью 45 Вт и беспроводную зарядку с сертификатом Qi.

### Программное обеспечение
Google Pixel 9 Pro Fold поставляется с новыми функциями искусственного интеллекта Gemini, включая Gemini Live (разговорный ИИ), инструменты редактирования фотографий на основе ИИ и Pixel Studio для создания изображений из текста. На момент запуска устройство работало под управлением Android 14, но уже 15 октября 2024 года получило обновление до Android 15. Google заявила о поддержке обновлений ОС и безопасности в течение 7 лет, что означает поддержку до 2031 года.

## Прием
В преддверии релиза The Verge выразили ожидания по поводу улучшений по сравнению с оригинальной моделью.